# Салиф Кейта Траоре
Сали́ф Кейта́ Траоре́ (на френски: Salif Keïta Traoré, 6 декември 1946, Бамако, Френски Судан – 2 септември 2023, Бамако, Мали) е малийски професионален футболист, централен нападател. Висок е 181 сантиметра. Първи носител на званието „Африкански футболист на годината“. Наградата е учредена от в-к „Франс Футбол“ през 1970 г. и се връчва до 1994. Благодарение на Кейта от вестника са решили да лансират своята африканска версия на Златната топка. През 1968 година на емблемата на „Сент Етиен“ се появява черна пантера в знак на признателност към Селиф Кейта според неговите фенове.

## Кариера
Първите години от кариерата си прекарва у дома. Началото е в отбора на „Пионерите от Уолофобугу“, един от популярните квартали на столицата Бамако. Печели три купи на Мали и два пъти достига финал за Купата на африканските шампиони. Заради негативизма на запалянковците поради загубения финал в Шампионска лига на Африка през 1966 година, той решава да напусне страната. Благодарение на Шарл Дагер (ливански дипломат в Бамако) е извикан на проби в „Сент-Етиен“. За картотекирането му възниква пречка. Президентът на Мали (Модибо Кейта) отказва да позволи трансфера му и го третира като държавна собственост. Салиф е решен твърдо да напусне и той минава тайно границата с Бряг на Слоновата кост скрит в багажника на автомобил. Оттам се прехвърля в Либерия. Там е обран от бандити, които вземат дори обувките му, но той успява да се качи в самолета за Париж. Там е очакван на летище „Бурже“, но поради лошото време каца на „Орли“. Там напълно сам, бос и без пукната пара и след като показва писмото от „АС Сент Етиен“ успява да убеди един таксиметров шофьор да го откара в Сент Етиен. На 20 години преминава в „Сент-Етиен“, с който става петкратен шампион на Франция. Необходими са му едва 7 минути, за да се разпише в дебюта си срещу монакския „Монако“ на 19 септември 1967 година. Докрая на сецона вкарва 12 гола в 18 мача. През сезон 1970/71 Кейта е близо до титлата голмайстор на първенството: той вкарва 42 гола, като в един мач отбелязва 6 гола срещу „Седан“, но оставя пред себе си Йосип Скоблар от „Марсилия“ (44 гола).
Тъй като е третиран като аматьор и заплащането му е твърде ниско, възниква конфликт с легендарния клуб по това време Роже Роше и заради това се стига до трансфер в „Марсилия“. Още в първата среща съдбата го изправя срещу Сент Етиен. Мачът е спечелен с 3:1 а Салиф отбелязва 2 гола. След това преминав в испанския „Валенсия“, където за 3 сезона играе в 67 мочо и отбелязва 43 гола. Продължава в португалския „Спортинг“ и завършва кариерата си в отбора на „Ню Ингланд Тий Мен“ от САЩ.
Като част от националния отбор на Мали той достига до финала на Купата на африканските нации през 1972 г.
След края на кариерата си се захваща с бизнес. Докато е във Франция завършва право, а по време на престоя си в САЩ получава диплома по бизнес администрация от университета в Бостън и в продължение на 4 години работи в американска банка. 
Слез давръщането си в Мали инвестира спестяванията си в хотел и футболна школа. През 1991 година заема министерски пост, а от 2005 до 2009 г. оглавява Малийската футболна федерация.
През 1996 г. получава Ордена за заслуги към ФИФА, най-високото отличие на основната международна федерация. Освен него, такава награда получават 30 играчи, сред които Лев Яшин, Ференц Пушкаш, Еузебио, Франц Бекенбауер и Йохан Кройф.
Умира на 2 септември 2023 г. на 76 години.

## Личен живот
Израства в семейството на шофьор на камион, който има 11 деца (9 момчета и 2 момичета). Започва да играе футбол на улицата, като всички деца. На 12 години го забелязват от местния Реал (Бавако), а на 16 дебютира за националния отбор. 
Салиф Кейта е чичо на бившия полузащитник на „Барселона“, „Валенсия“ и „Рома“ Сейду Кейта, бившия полузащитник на „Ливърпул“ и „Ювентус“ Мохамед Сисоко и бившия защитник на „Ланс“ Сиди Яя Кейта.

## Успехи
Реал (Бамако)
- Носител на Купата на Мали (3): 1963/64, 1965/66, 1966/67
- Финалист в Шампионска лига на Африка (1): 1965/66

Стад Малиен (Бамако)
- Финалист в Шампионска лига на Африка (1): 1964/65

Сент-Етиен
- Шампион на Франция (5): 1967/68, 1968/69, 1969/70
- Носител на Купа на Франция (3): 1967/68, 1969/70
- Носител на Суперкупа на Франциия (3): 1967, 1968, 1969

Спортинг (Лисабон)
- Сребърен медалист (1): 1976/77
- Носител на Купа на Португалия (1): 1977/78
- Финалист в Купа на Португалия (1): 1978/79

Лични
- Европейска Сребърна обувка (1): 1972
- Африкански футболист на годината (1): (1970)
- Оскар (спонсориран от Бир) за най-добър футболист в шампионата на Франция (1): 1970
- Най-добър футболист в шампионата на Франция (1): 1967/68
- Шампионска лига на Африка (2): 1964/65, 1965/66
- Орден за заслуги пред ФИФА: 1996
- Най-много отбулязани голове в една среща в Шампионата на Франция (6 гола) срещу „Седан“